# Teodor Peterek
Teodor Peterek (Świętochłowice, 7 novembre 1910 – Słupiec, 12 gennaio 1969) è stato un calciatore polacco, di ruolo attaccante.

## Carriera
Fu capocannoniere del campionato polacco nel 1936 (assieme ad Ernst Willimowski) e nel 1938. Con la sua Nazionale prese parte ai Giochi Olimpici del 1936. Detiene il primato di aver segnato almeno un goal per il maggior numero di partite consecutive (16).

## Palmares

### Competizioni nazionali
- Campionato Polacco: 5